# Jens Böhrnsen

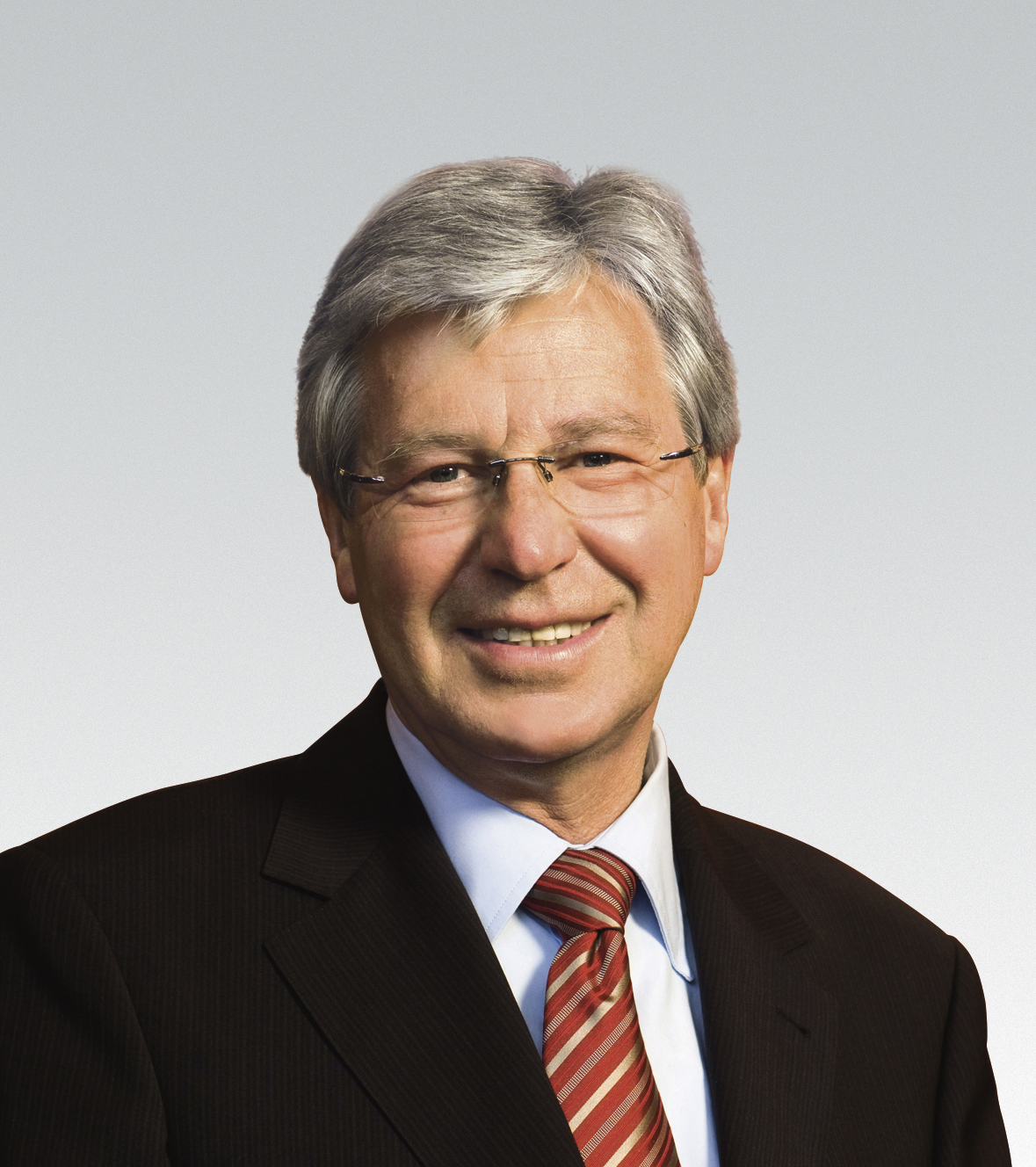
Jens Böhrnsen (2008)

Jens Böhrnsen (* 12. Juni 1949 in Bremen) ist ein deutscher Jurist und Politiker (SPD). Von 2005 bis 2015 war der frühere Verwaltungsrichter siebenter Präsident des Senats und Bürgermeister der Freien Hansestadt Bremen sowie Senator für kirchliche Angelegenheiten, ab 2007 zudem Senator für Kultur. Er schied am 15. Juli 2015 mit der Wahl seines Nachfolgers Carsten Sieling aus diesen Ämtern. Von 2005 bis 2007 war er außerdem Senator für Justiz und Verfassung. Vom 31. Mai 2010 bis zum 30. Juni 2010 führte er vorübergehend die Amtsgeschäfte und Befugnisse des Bundespräsidenten in seiner Eigenschaft als Präsident des Bundesrates. 

## Biografie
Böhrnsen wurde im Bremer Stadtteil Gröpelingen geboren. Der Vater Gustav Böhrnsen, als KPD-Mitglied im Widerstand gegen den Nationalsozialismus engagiert, war mehr als zwei Jahrzehnte lang Betriebsratsvorsitzender der Großwerft AG Weser sowie für eine Legislaturperiode SPD-Fraktionschef in der Bürgerschaft. Im Jahr 1968 beteiligte Böhrnsen sich an den Demonstrationen gegen die Straßenbahnpreise.
Nach dem Abitur im Jahr 1968 am Gymnasium am Waller Ring im Stadtteil Walle studierte Böhrnsen von 1968 bis 1973 Rechtswissenschaft an der Universität Kiel. Im Jahr 1973 legte er das erste juristische Staatsexamen in Schleswig-Holstein ab, 1977 das zweite in Hamburg. Danach wurde er Assessor in der bremischen Verwaltung. Er war in den Jahren 1978 bis 1995 Richter am Verwaltungsgericht Bremen, bis 1980 auf Probe und 1991 bis 1995 als Vorsitzender Richter der 6. Kammer. Seit Anfang 2016 ist Böhrnsen Partner einer Bremer Anwaltskanzlei.
Böhrnsen ist Vater zweier Söhne aus erster Ehe. Seine zweite Ehefrau Luise Morgenthal starb am 7. März 2007 im Alter von 58 Jahren überraschend an den Folgen einer Hirnblutung. Seit Dezember 2011 ist Böhrnsen mit der Schulleiterin Birgit Rüst verheiratet.

## Politik

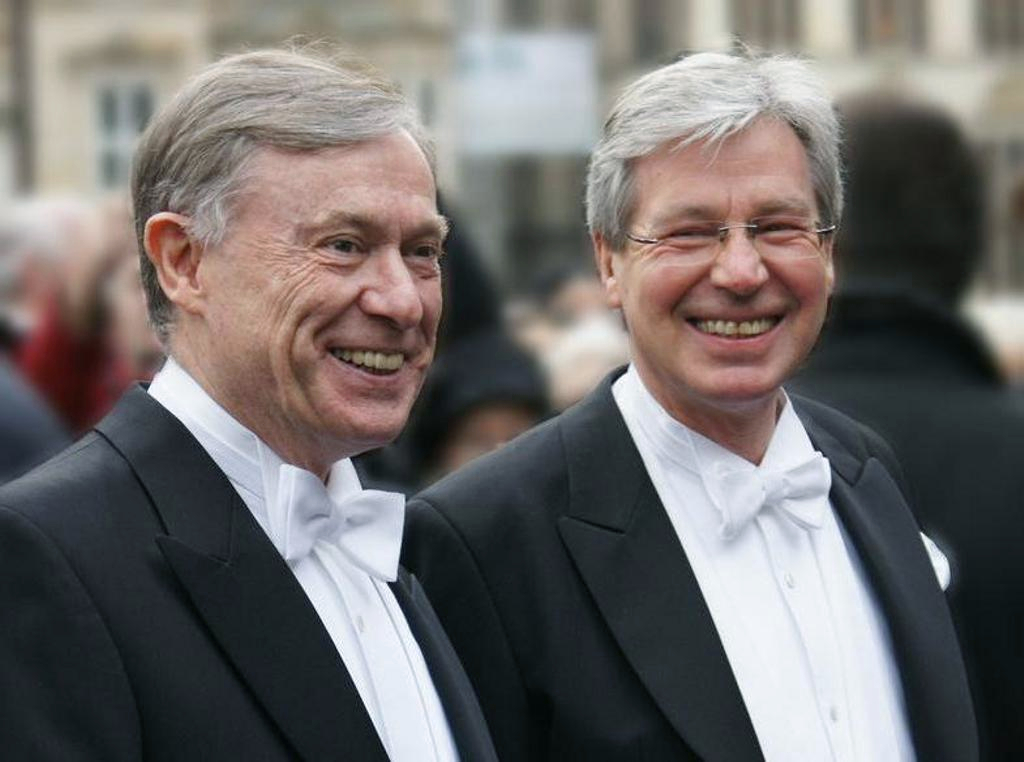
Jens Böhrnsen und der damalige Bundespräsident Horst Köhler vor der Schaffermahlzeit 2009

Böhrnsen trat 1967 mit 18 Jahren in die SPD ein. Ab dem 8. Juni 1995 saß er für die SPD-Fraktion in der Bremischen Bürgerschaft und wurde 1999 Fraktionsvorsitzender.
In einer Mitgliederbefragung der Bremer SPD wurde er am 15. Oktober 2005 zum Nachfolger Henning Scherfs als Präsident des Senats und Bürgermeister der Freien Hansestadt Bremen nominiert (72 % bzw. 1.924 Stimmen für Böhrnsen, 27 % bzw. 721 Stimmen für Willi Lemke). Am 8. November 2005 wurde Böhrnsen mit 62 Stimmen zum Präsidenten des Senats und Bürgermeister Bremens gewählt. Er führte bis zum Ende der Wahlperiode die Große Koalition mit der CDU Bremen weiter (Senat Böhrnsen I), distanzierte sich aber zunehmend vom Koalitionspartner und ließ seine Präferenz für eine Koalition mit den Bremer Grünen durchscheinen, als er in den stark auf seine Person zugeschnittenen Wahlkampf zur Bürgerschaftswahl 2007 ohne Koalitionsaussage zog. Bei der Wahl am 13. Mai 2007 erhielt die SPD unter Jens Böhrnsen 36,8 % der Stimmen und damit deutlich weniger als 2003, wurde jedoch aufgrund der ebenfalls starken Verluste der CDU klar stärkste Partei und ging eine Koalition mit den Grünen ein, deren gutes Klima von Anfang an gelobt wurde. Am 29. Juni 2007 wurde Böhrnsen mit 47 Stimmen als Präsident des Senats und Bürgermeister im Amt bestätigt (Senat Böhrnsen II).
Von März 2006 bis 2015 war Böhrnsen jeweils im vierteljährlichen Wechsel mit einem Bundestagsabgeordneten Vorsitzender des Vermittlungsausschusses zwischen Bundestag und Bundesrat und war stellvertretender Vorsitzender der Föderalismuskommission II (2007–2009).
Vom 1. November 2009 bis 31. Oktober 2010 war Böhrnsen turnusgemäß Präsident des Bundesrates. Nach dem Rücktritt Horst Köhlers vom Amt des Bundespräsidenten am 31. Mai 2010 übernahm Jens Böhrnsen in dieser Funktion gemäß Art. 57 Grundgesetz vorübergehend die Amtsgeschäfte und Befugnisse des Bundespräsidenten bis zum Amtsantritt des neuen Bundespräsidenten Christian Wulff nach seiner Wahl am 30. Juni 2010. Am 1. November 2010 übernahm die nordrhein-westfälische Ministerpräsidentin Hannelore Kraft das Amt der Bundesratspräsidentin, Böhrnsen war bis 31. Oktober 2011 erster Vizepräsident des Bundesrates.
Bei der Bürgerschaftswahl am 22. Mai 2011 erhielt Jens Böhrnsen bei der Personenwahl aufgrund des neuen Wahlsystems 143.807 Stimmen, was 67 Prozent aller für SPD-Kandidaten und 27 Prozent aller für Kandidaten bei dieser Wahl überhaupt vergebener Stimmen entspricht; er lag mit Abstand vor allen übrigen Bewerbern. Beide Parteien der rot-grünen Koalition gewannen hinzu, während CDU und FDP verloren. Am 30. Juni 2011 wurde Böhrnsen von der Bremischen Bürgerschaft in seinem Amt als Bürgermeister bestätigt. Er erhielt 57 von 83 Stimmen bei einer Enthaltung und setzte die rot-grüne Koalition fort (Senat Böhrnsen III).
Der Bremer Senat beschloss 2014, künftig die Kosten beim Polizeieinsatz zu Fußball-Bundesligaspielen mit Gefahrenpotential teilweise vom Verein bzw. Verband tragen zu lassen. Der Deutsche Fußball-Bund reagierte darauf, indem er das EM-Qualifikationsspiel gegen Gibraltar von Bremen nach Nürnberg verlegte. Böhrnsen kritisierte diese Reaktion des DFB als unlauteren Druck gegen eine demokratisch legitimierte Entscheidung.
Zur Bürgerschaftswahl im Mai 2015 wurde Böhrnsen von der Bremer SPD mit 97 % Zustimmung des Nominierungsparteitages als Spitzenkandidat aufgestellt und setzte auf klassisch sozialdemokratische und kommunalpolitische Themen der Bildungs- und Sozialpolitik. Bundespolitisch drang der damals dienstälteste Regierungschef eines Bundeslandes darauf, den Ausbau von Energietrassen und die Neuordnung der Bund-Länder-Finanzbeziehungen, die nach den Beschlüssen der Föderalismusreform II (Schuldenbremse) bis 2020 zu erfolgen hat, zu beschleunigen.
Bei der Bürgerschaftswahl am 10. Mai 2015 erhielt Böhrnsen 93.903 Personenstimmen.
Wegen der Stimmverluste der SPD von über fünf Prozentpunkten erklärte Böhrnsen am Tag darauf, nicht wieder als Regierungschef antreten zu wollen. Böhrnsen war dafür kritisiert worden, in diesem Wahlkampf „abgetaucht“ zu sein, statt die politische Auseinandersetzung zu suchen.
Sein Nachfolger in den Ämtern des Senatspräsidenten und Bürgermeisters sowie des Senators für kirchliche Angelegenheiten und für Kultur wurde am 15. Juli 2015 Carsten Sieling (siehe Senat Sieling). Der Bremer Politikwissenschaftler Lothar Probst urteilte über die Amtsführung Böhrnsens, er habe mit Zurückhaltung eher im Hintergrund gewirkt statt den Konflikt zu suchen und habe sich als beliebtester Bürgermeister der Stadt aus dem Schatten seines Vorgängers Henning Scherf lösen können, sei aber als nicht durchsetzungsfähig wahrgenommen worden. Radio Bremen kommentierte, von Böhrnsens Amtszeit bleibe nicht viel, was mit den eingeschränkten Handlungsspielräumen durch die dauernde Haushaltsnotlage zusammenhänge; er habe es versäumt, bei der Neuordnung der Finanzbeziehungen zwischen Bund und Ländern im Zuge der Föderalismusreform II eine Zukunftsperspektive für Bremen aufzuzeigen. Böhrnsen kündigte an, sich aus der tagespolitischen Öffentlichkeit zurückzuziehen, sich aber weiter gesellschaftlich zu engagieren.

## Sonstiges Engagement
Böhrnsen ist Mitglied von ver.di, der Arbeiterwohlfahrt, der Deutsch-Israelischen Gesellschaft und der Bremischen Evangelischen Kirche in Bremen. Er ist Vorsitzender des Stiftungsrats der Stiftung Wohnliche Stadt.